# 배천석
배천석(裵千奭, 1990년 4월 27일 ~ )은 대한민국의 축구 선수이며, 포지션은 공격수이다.

## 선수 생활
배천석은 포항 스틸러스 유소년 팀 산하의 포철동초등학교, 포항제철중학교, 포항제철공업고등학교를 거쳤으며, 2009 K리그 드래프트에서 포항 스틸러스에 우선지명되었다. 이후 숭실대학교에 진학하였다가, 2013년에 포항 스틸러스에 입단하였다.
2011년 7월, 숭실대를 중퇴하고 일본 J리그 비셀 고베에 입단하였으나, 리그 3경기, 컵대회 1경기 출장에 그친 뒤, 양 정강이 피로골절로 수술을 받고 9개월간 재활의 시간을 보내야 했다.
2013년 포항 스틸러스에 정식 입단하여 3월 2일 FC 서울과의 시즌 첫 경기에서 교체 투입되었으며, 3월 30일 전남 드래곤즈와의 경기에서는 첫 도움을 기록하였다. 4월 13일 경남 FC와의 경기에서는 후반 18분 교체투입된 뒤 6분 만에 리그 데뷔골을 성공시켰다. 한편 AFC 챔피언스리그 2013에서는 조별리그 2차전 FC 부뇨드코르와의 원정 경기에서 선발 출전한 데에 이어 3차전 산프레체 히로시마와의 원정 경기에서 선발 출전한 뒤 결승골을 넣으며 주목받기도 했다.
2014 시즌 첫 경기였던 AFC 챔피언스리그 2014 세레소 오사카와의 홈 경기에서 동점골을 기록하며 좋은 출발을 보였으나, 전반기를 넘기지 못하고 양 정강이 피로골절로 수술을 받게 됨에 따라 사실상 시즌아웃 되었다.
2014년 12월 18일, 부산 아이파크로의 이적이 발표되었다. 2016년 전남 드래곤즈로 이적했다.
2018시즌을 앞두고 이천 시민축구단에 입단했다.

### 대표팀 경력
포철공고 재학 시절 U-17 대표팀 주전 공격수로 활약하였으며, 2011년 6월에는 U-22 대표팀에 선발되어 오만과의 평가전에서 2골을 넣기도 했다.

## 수상

### 클럽

#### 포항 스틸러스
- K리그
  - K리그 클래식 2013 우승
- FA컵
  - FA컵 2013 우승